# Abtei La Chaise-Dieu

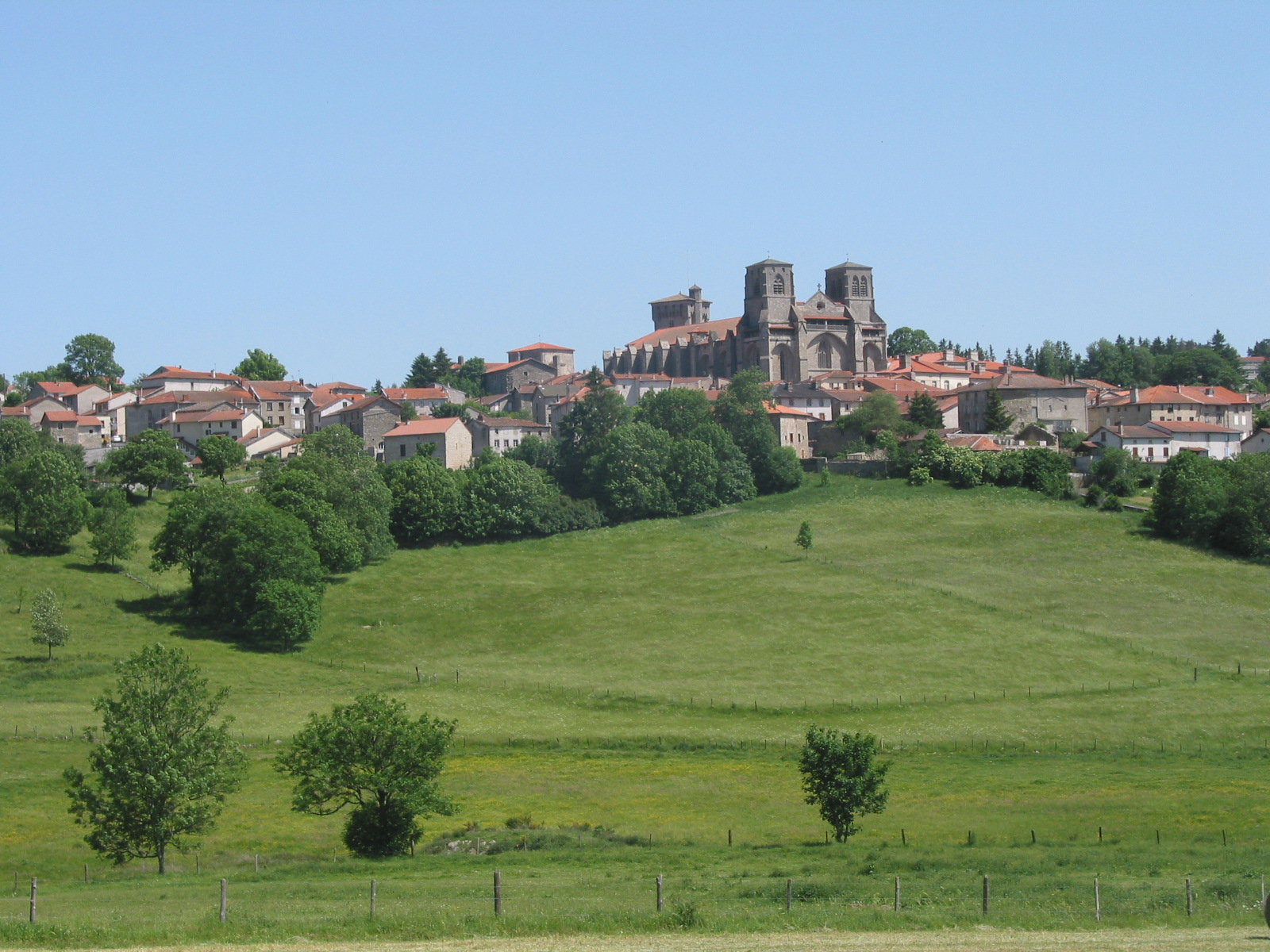
Blick auf La Chaise-Dieu mit der Klosterkirche

Die Abtei La Chaise-Dieu ist ein ehemaliges Benediktinerkloster in der französischen Gemeinde La Chaise-Dieu im Département Haute-Loire. Seit dem Jahr 1840 sind die Kirche und seit 1941 auch die Klostergebäude als Monuments historiques eingetragen.
Das Kloster ist ein Meisterwerk der gotischen Architektur. Es enthält das Hochgrab von Papst Clemens VI. und ist zudem berühmt für das Totentanz-Fresko, die Bildteppiche mit Szenen aus dem Neuen und Alten Testament sowie für das Musikfestival, das im Jahr 1966 von György Cziffra begründet wurde.

## Geschichte

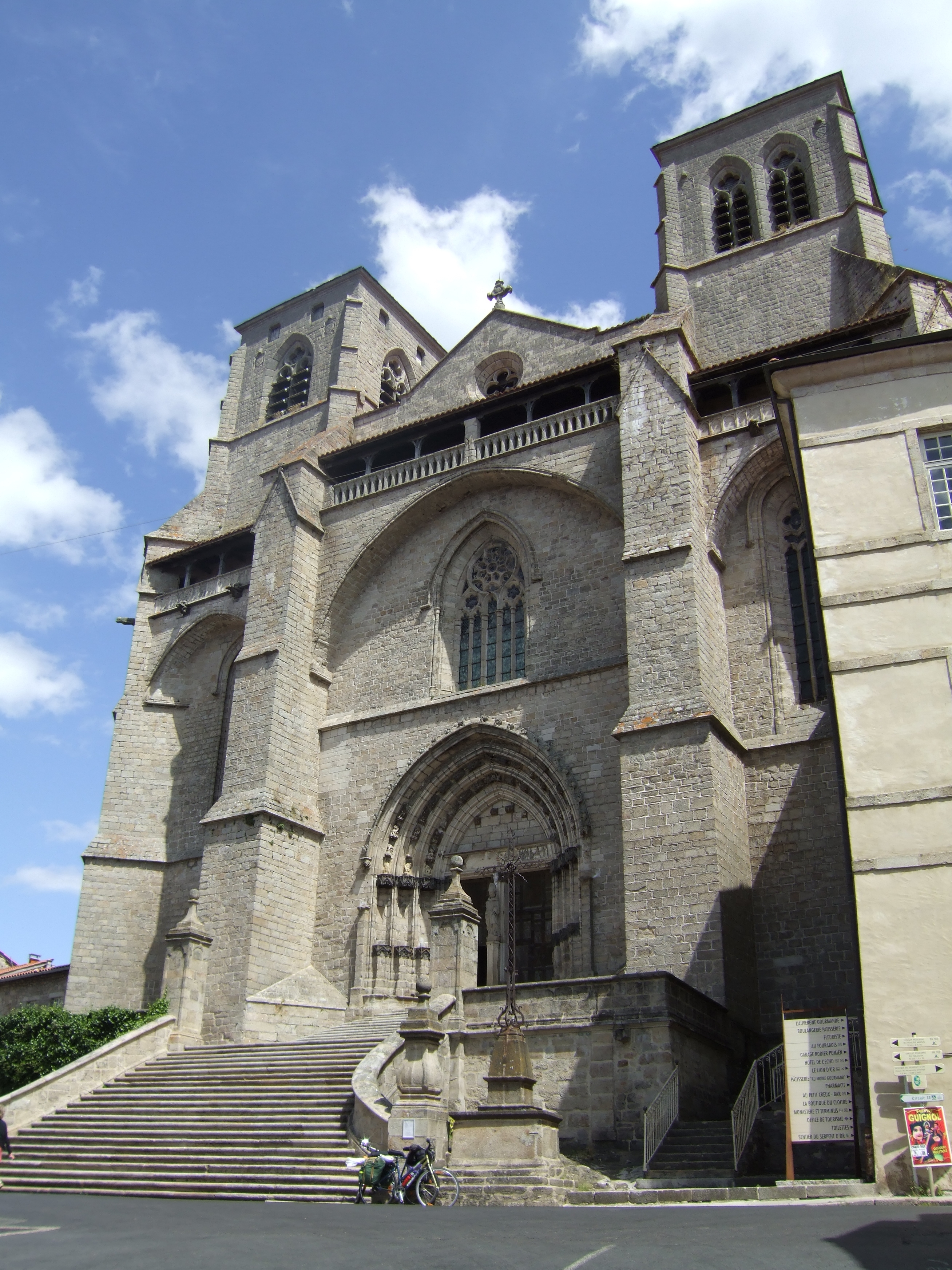
Fassade der Klosterkirche. Der Treppenaufgang aus dem Jahre 1758 ist kleiner als die ursprüngliche Version aus dem 14. Jahrhundert, die die ganze Frontbreite einnahm.

### Mittelalter

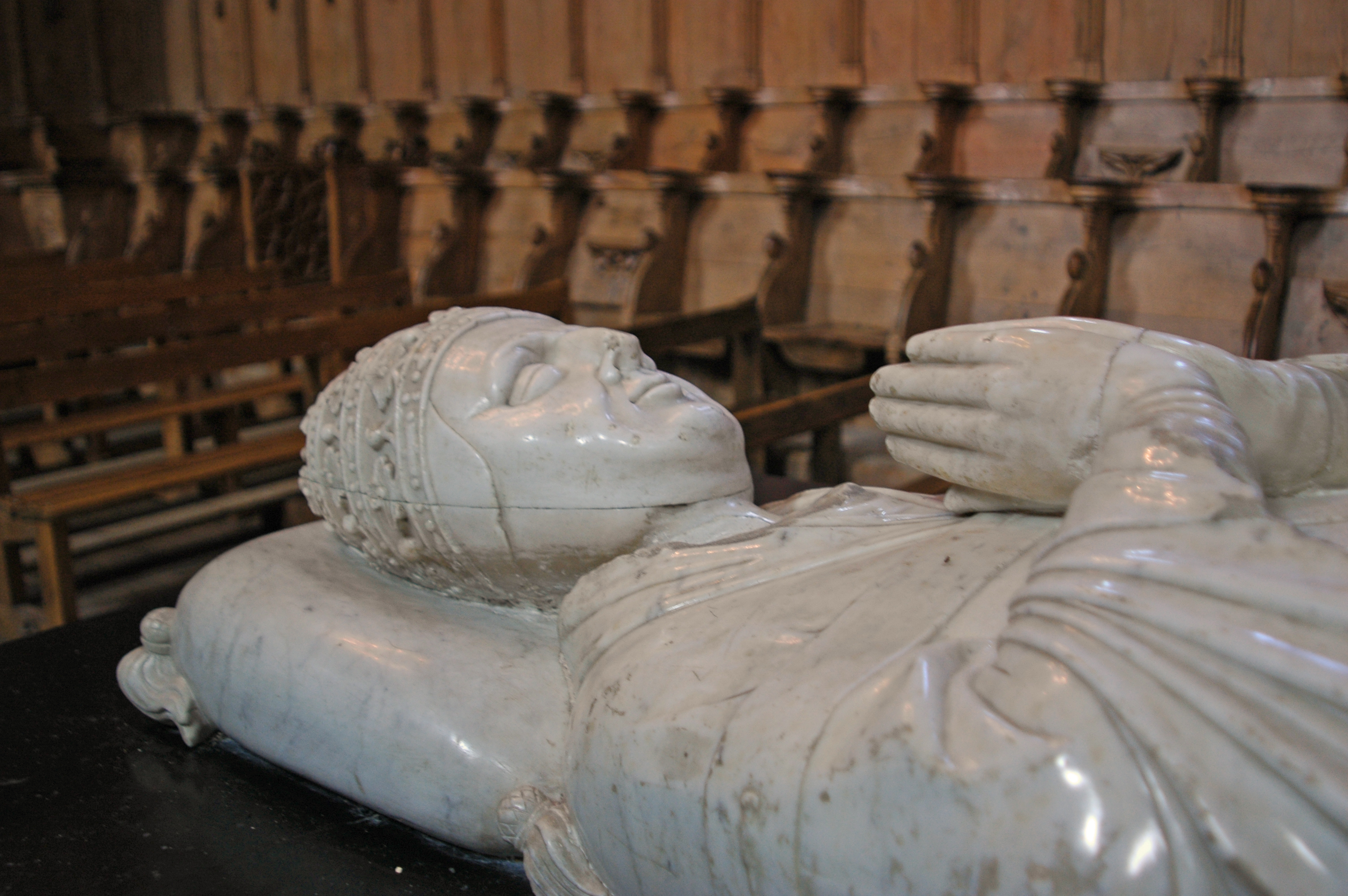
Liegende Figur auf dem Hochgrab des Papstes Clemens VI.

Die Abtei wurde im Jahr 1043 von Robert von Turlande und zweien seiner Schüler gegründet. Sie trug zunächst den mittellateinischen Namen Casa Dei („Haus Gottes“), woraus sich La Chaise-Dieu entwickelte. Im Jahr 1052 stellte Papst Leo IX. das Gotteshaus unter seinen Schutz. Vom 11. bis zum 13. Jahrhundert erfuhren die Abtei und die umliegende Ortschaft eine rasche und bedeutende Entwicklung. Beim Tode des Stifters im Jahr 1067 lebten hier 300 Mönche, die sogenannten „casadéens“. Zudem ließen sich zahlreiche Handwerker, Bauern, Händler und Juristen hier nieder. La Chaise-Dieu gewann in der Auvergne eine Bedeutung, die derjenigen der burgundischen Abtei Cluny nahekam. In den Jahren 1078/9 war Adelelmus, der später als heilig verehrte Lesmes von Burgos, hier Abt. Im Jahr 1097 pilgerte Graf Raimund von Toulouse vor seinem Aufbruch zum Kreuzzug nach La Chaise-Dieu. Die Abtei erhielt bedeutende Zuwendungen adliger Familien, darunter das Dorf Saint-Nectaire, und verwaltete 42 Tochterklöster, unter anderem in Reims, Burgos, Saintonge, Savoyen und der Romandie (Grandson, Môtiers), die Abtei Trizay, die Abtei Chanteuges, Notre-Dame in Orcival, Kirchen in Aire-sur-l’Adour und Monistrol-d’Allier, das Kloster Saint-Pierre de Brantôme, die Abtei Faverney, das Frauenkloster Saint-André in Lavaudieu und das Kloster Frassinoro. Zu den Päpsten, die der Abtei einen Besuch abstatteten, gehören Urban II., Calixt II., Alexander III. und Innozenz II. 1342 wurde Pierre Roger, der in La Chaise-Dieu als Mönch gelebt hatte, in Avignon unter dem Namen Clemens VI. zum Papst gewählt. Er finanzierte einen Neubau der Abteikirche, in der er sich schließlich bestatten ließ, und übertrug die Bauleitung dem Architekten Hugues Morel, der auch für die Erweiterung des Papstpalastes in Avignon verantwortlich zeichnete. Der Neubau wurde 1378 unter dem Pontifikat von Gregor XI., einem Neffen von Clemens VI., abgeschlossen.

### Neuzeit

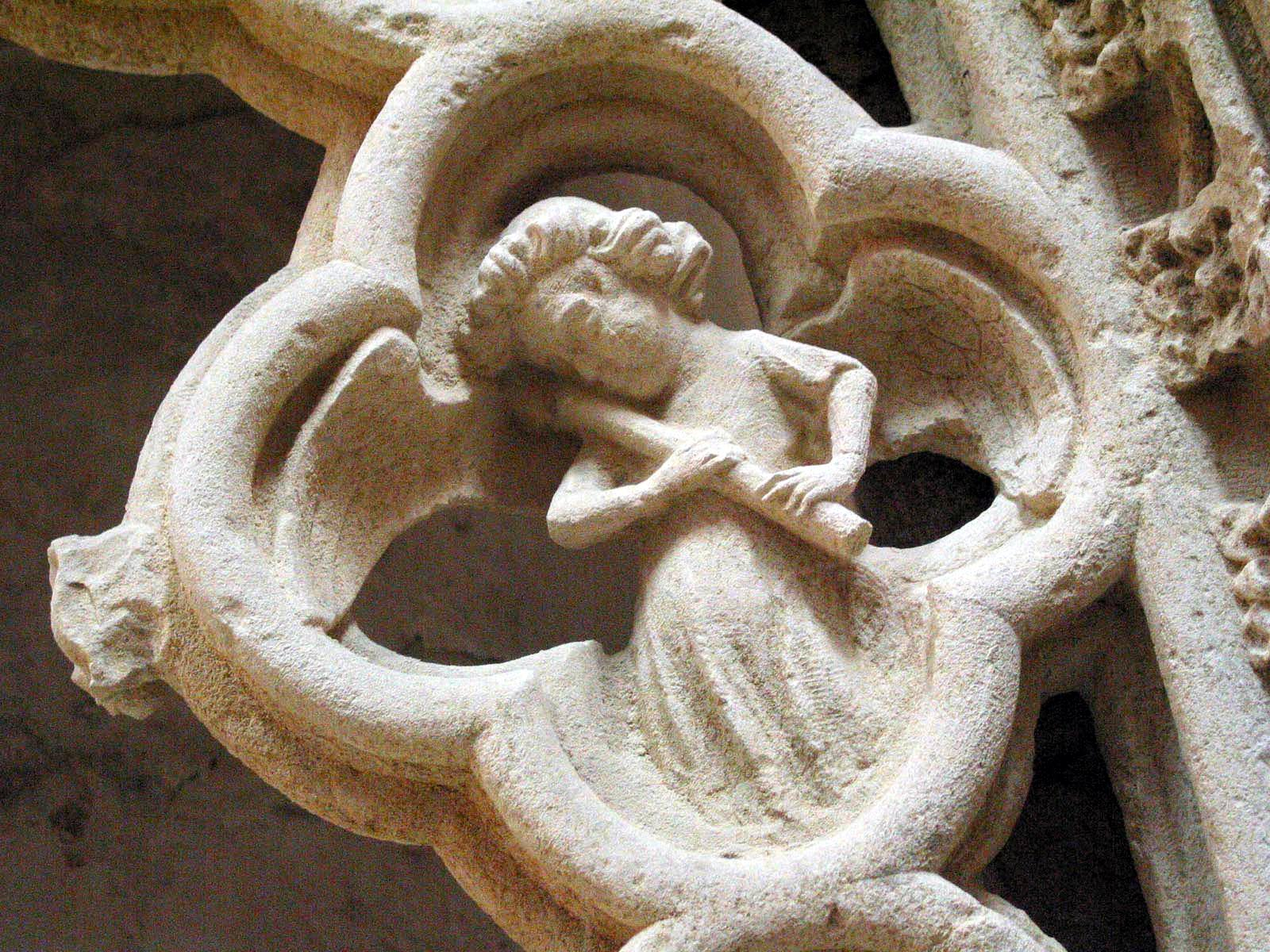
Flötenspielender Engel im südlichen Seitenschiff

Im Jahr 1516 wurde La Chaise-Dieu infolge des Konkordats von Bologna zwischen Papst Leo X. und König Franz I. wie die meisten übrigen französischen Abteien als Kommende eingerichtet. Zahlreiche Persönlichkeiten, darunter Richelieu und Mazarin, wurden zu Kommendataräbten (abbés commendataires) ernannt, teils ohne den Ort je aufzusuchen.
Auf ihren Raubzügen durch die Auvergne und die Rouergue plünderten kalvinistische Truppen im August 1562 die Abtei und zerstörten die 44 Marmorstatuetten, die rund um das Grabmal von Papst Clemens VI. aufgestellt waren und seine Familie darstellten. Kardinal Richelieu unterstellte die Abtei im Jahr 1640 der Kongregation der Mauriner, was einen Verlust ihrer Autonomie zur Folge hatte. Nachdem die meisten Klostergebäude in einem Brand im Jahr 1695 zerstört worden waren, wurden sie von den Mönchen in den folgenden Jahrzehnten wiederaufgebaut. Im Jahr 1727 wurde Bischof Jean Soanen aufgenommen, der als Jansenist vom König nach La Chaise-Dieu verbannt worden war und bis zu seinem Tode (1740) hier lebte.
Im Jahr 1786 wurde Kardinal de Rohan, der in die Halsbandaffäre verwickelt war, nach La Chaise-Dieu ins Exil geschickt. Während die Abtei zu diesem Zeitpunkt noch 40 Mönche zählte, wurde das religiöse Leben zu Beginn der Französischen Revolution (1790) eingestellt. Obwohl Prosper Mérimée in seinem Bericht über seine Inspektionsreise durch die Auvergne im Jahr 1837 der Abtei La Chaise-Dieu kein besonderes Interesse entgegenbrachte, ließ er sie als Monument historique eintragen. Eine prominente Besucherin im 19. Jahrhundert war die Schriftstellerin George Sand, die ihre Eindrücke in Voyage en Auvergne beschrieb. Seit 1975, als sich einige Mitglieder der Gemeinschaft vom heiligen Johannes hier niederließen, erfolgt eine Neubelebung der religiösen Aktivitäten.

## Bildteppiche
An den Mauern rund um den Chor hängen auf einer Länge von 65 Metern 24 Bildteppiche flandrischer Herkunft, mit einer Höhe von zwei Metern. Sie sind aus Wolle gewirkt, mit zusätzlichen Fäden aus Seide, Leinen, Gold und Silber, und wurden 1518 auf Veranlassung des Abtes von Saint-Nectaire eingesetzt. Sie stellen eine prachtvolle Weiterentwicklung der mittelalterlichen Armenbibel dar.
Jeder Teppich ist in Form eines Triptychons gestaltet, dessen Hauptbild in der Mitte eine Szene aus dem Neuen Testament enthält, die von zwei kleineren, umrahmenden Szenen aus dem Alten Testament angekündigt wird. In den mittigen Hauptbildern werden folgende Szenen dargestellt:
- Verkündigung des Herrn
- Geburt Jesu
- Epiphanie
- Flucht nach Ägypten
- Kindermord in Bethlehem
- Taufe Jesu
- Versuchung Jesu
- Auferstehung des Lazarus
- Einzug Jesu in Jerusalem

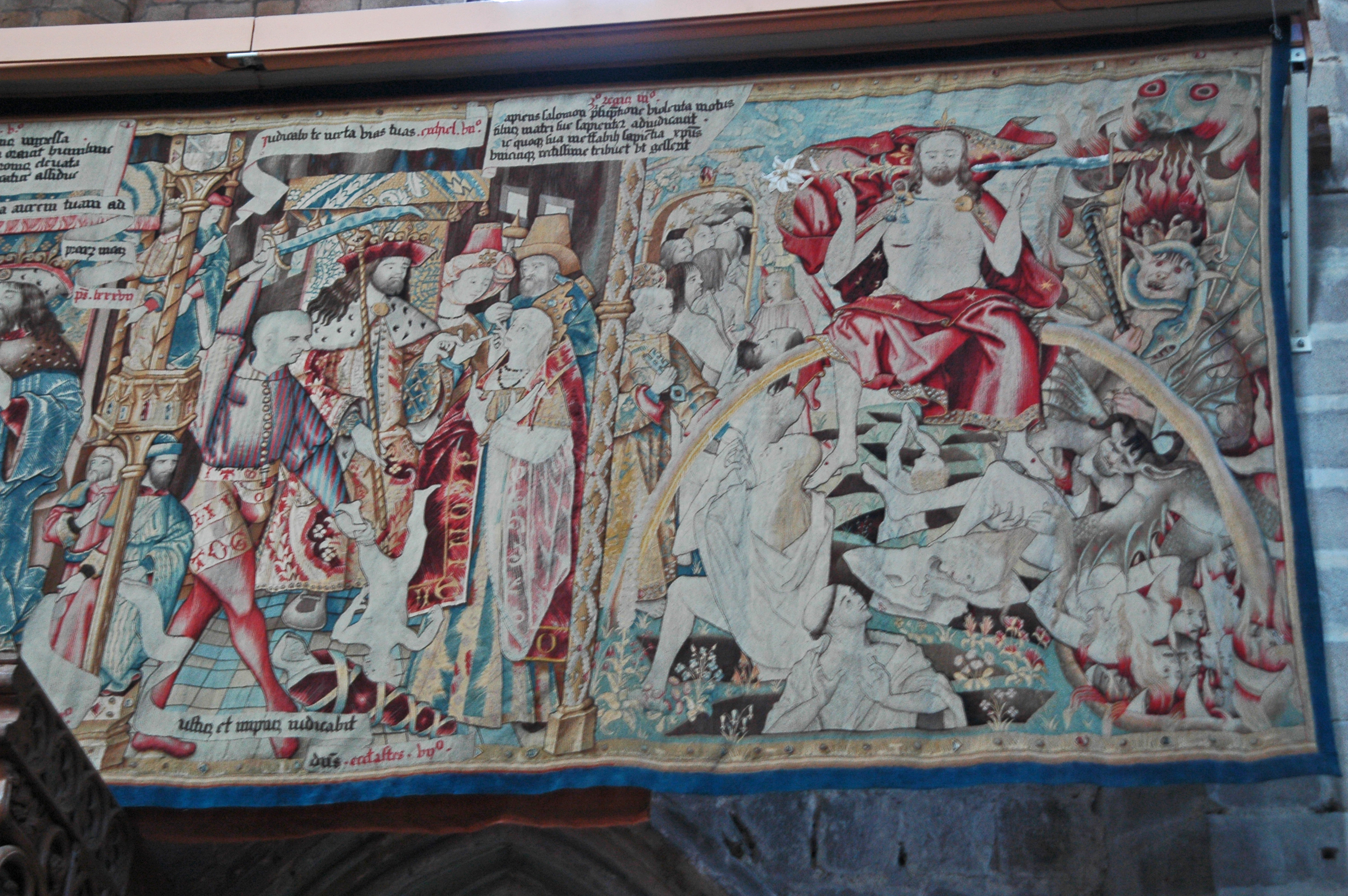
Ausschnitt aus dem Bildteppich mit der Darstellung des Jüngsten Gerichts

- Judas verrät Jesus an die Pharisäer
- Abendmahl Jesu
- Judaskuss
- Geißelung Jesu
- Dornenkrone
- Jesus steht vor Pontius Pilatus
- Kreuzigung Jesu
- Höllenfahrt Jesu
- Grablegung Christi
- Auferstehung Jesu
- Jesus erscheint den frommen Frauen
- Jesus erscheint dem Apostel Thomas
- Christi Himmelfahrt
- Pfingsten
- Krönung Mariens
- Jüngstes Gericht

## Totentanz

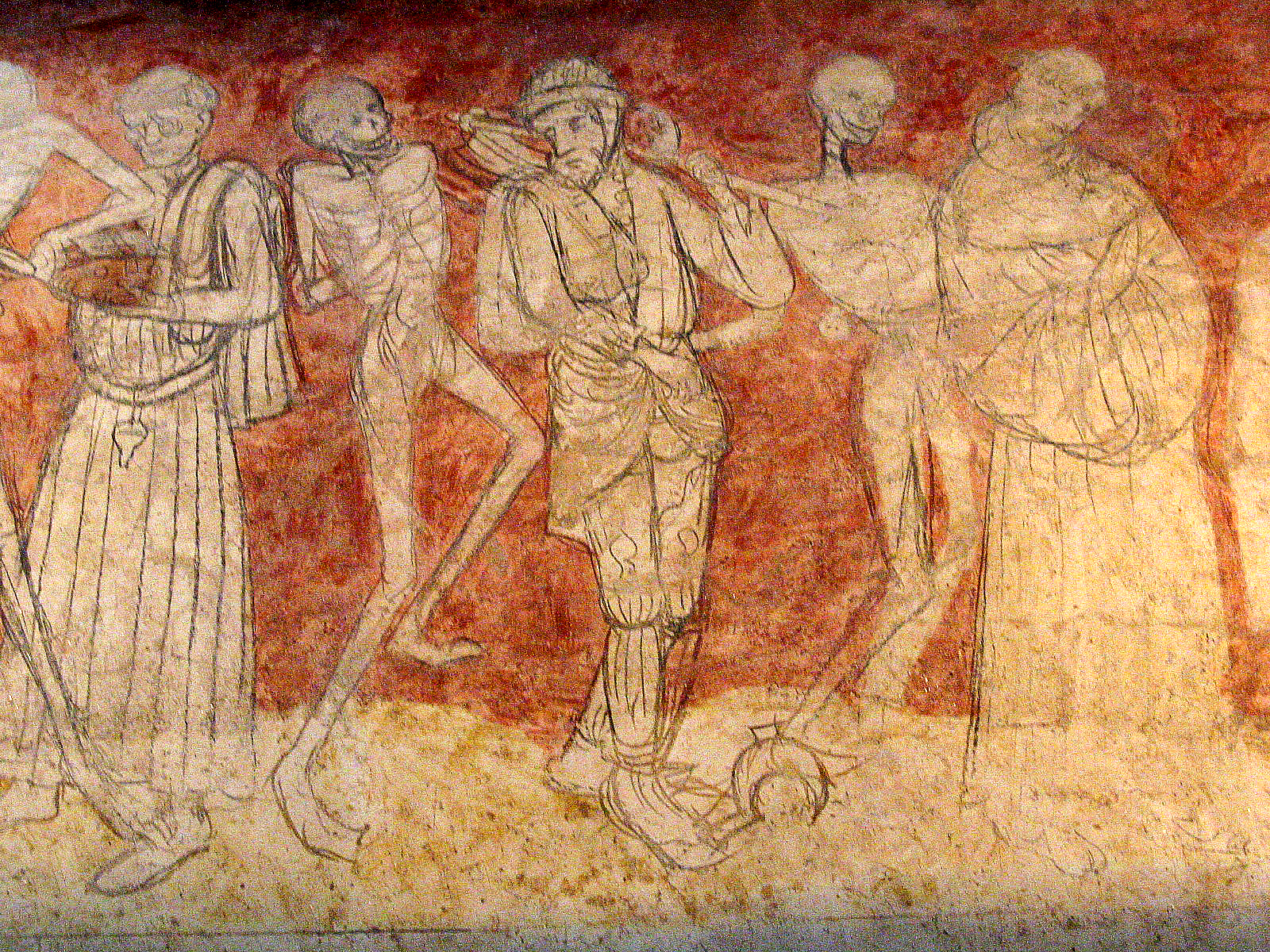
Fragment des Totentanzes (15. Jahrhundert) in der Abtei La Chaise-Dieu

Das nördliche Seitenschiff des Chores enthält an der Außenwand ein Fresko auf drei Tafeln und vier Säulen eines unbekannten Künstlers, das auf die zweite Hälfte des 15. Jahrhunderts datiert wird. Der Totentanz ist das zweitälteste Beispiel seiner Art, nach dem Danse macabre von 1425 auf dem Cimetière des Innocents im Pariser Quartier des Halles, der 1669 zerstört wurde. Auch in La Chaise-Dieu wird die Unausweichlichkeit des Todes sowie die Gleichheit aller sozialen Klassen – Mächtige, Bürger und einfaches Volk – vor dem Tod veranschaulicht. Als Inspirationsquelle wird unter anderem die mittelalterliche Legende Die drei Lebenden und die drei Toten vermutet. Nach neusten Untersuchungen wurde die Oberfläche des Freskos mit Bims behandelt, was die Hypothese hinfällig machen würde, dass das Werk unvollendet blieb.

## Orgel

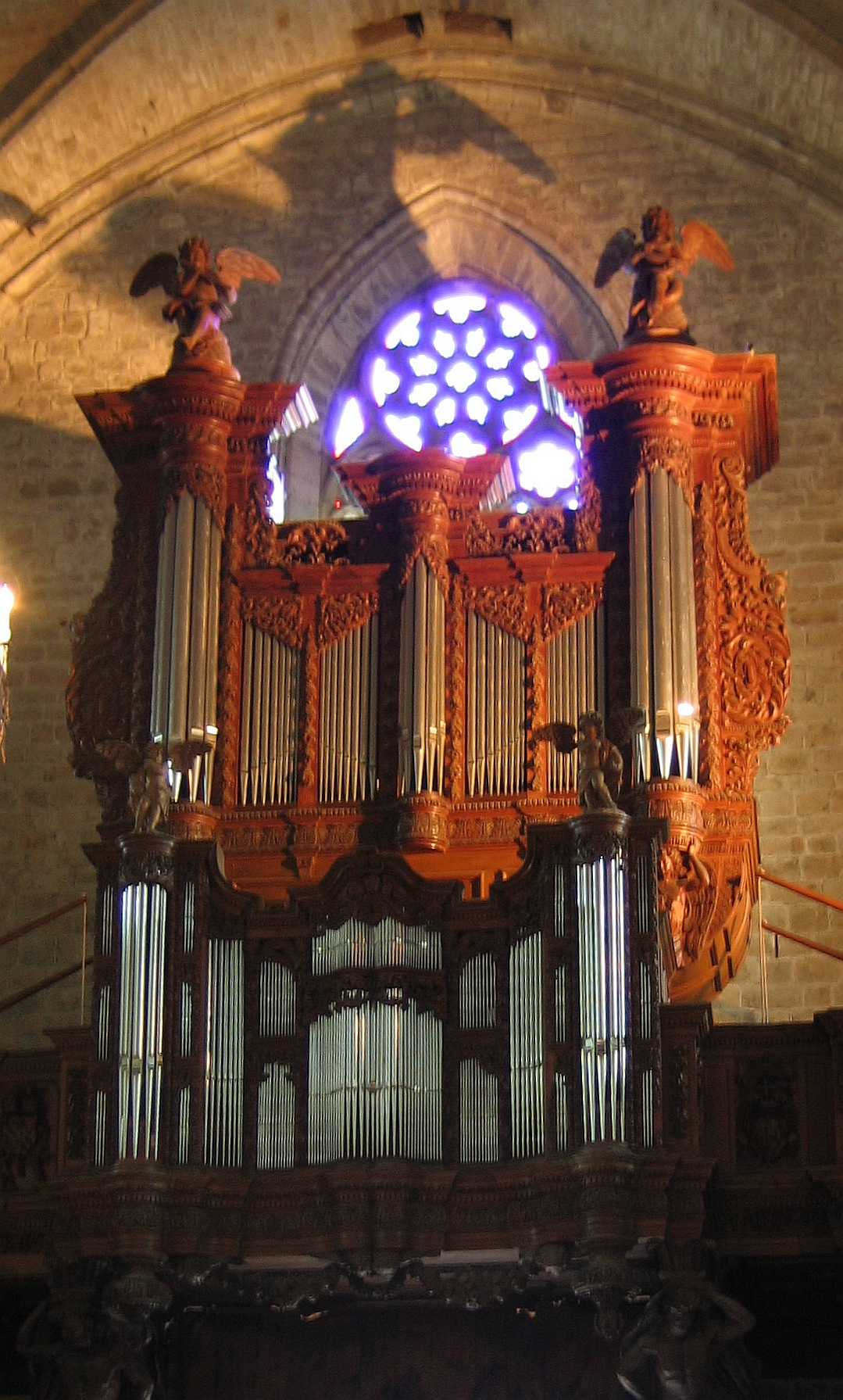
Orgel der Abteikirche La Chaise-Dieu

Nach der Installation einer ersten kleinen Orgel mit 13 Registern im Jahre 1683 errichtete der Orgelbauer Marin Carouge, der vor allem in der Franche-Comté tätig war, 1727 ein großes Gehäuse, das dem heutigen Erscheinungsbild vermutlich ziemlich ähnlich sah. Diese Orgel erklang 1791 zum letzten Mal. Nach Restaurierungen im 19. und 20. Jahrhundert verschlechterte sich der Zustand der Orgel. Sie wurde 1995 durch Michel Garnier abermals renoviert und durch Michel Chapuis eingeweiht.
| I Positif de Dos C–c3 |        |
| Montre                | 8’     |
| Dessus de Flûte       | 8’     |
| Bourdon               | 8’     |
| Prestant              | 4’     |
| Flûte à cheminée0     | 4’     |
| Nazard                | 2 ⁄3’  |
| Doublette             | 2’     |
| Tierce                | 1 3⁄5’ |
| Larigot               | 1 ⁄3’  |
| Cornet III            |        |
| Plein-Jeu V           |        |
| Trompette             | 8’     |
| Cromorne              | 8’     |
| Voix humaine          | 8’     |
| Clairon               | 4’     |

| II Grand-Orgue C–c3 |         |
| Bourdon             | 16’     |
| Montre              | 08’     |
| Bourdon             | 08’     |
| Prestant            | 04’     |
| Flûte à cheminée0   | 04’     |
| Grosse Tierce       | 03 1⁄5’ |
| Nazard              | 02 ⁄3’  |
| Doublette           | 02’     |
| Quarte              | 02’     |
| Tierce              | 01 3⁄5’ |
| Cornet V            |         |
| Fourniture IV       |         |
| Cymbale III         |         |
| 1ere Trompette      | 08’     |
| 2e Trompette        | 08’     |
| Clairon             | 04’     |

| III Récit c1–c3 |     |
| Cornet V        |     |
| Trompette0      | 08’ |

| IV Écho f0–c3 |     |
| Flûte         | 08’ |
| Prestant0     | 04’ |
| Cromorne      | 08’ |
| Cornet III    |     |

| Pédale C-f0 |     |
| Flûte       | 08’ |
| Trompette0  | 12’ |
| Clairon     | 06’ |

- Koppeln: I/II

## Liste derAbbés commendataires
- Adrien Gouffier de Boissy (1519–1519)
- François II. de Tournon (1519–1562)
- Henri bâtard d’Angoulême (1551–1586)
- Charles de Valois, duc d’Angoulême (1586–1597)
- Nicolas de Neufville (1597–1608)
- Louis-Emmanuel de Valois (1608–1629)
- Kardinal Richelieu (1629–1642)
- Kardinal Alphonse-Louis du Plessis de Richelieu, Bruder des vorigen (1642–1653)
- Kardinal Mazarin (1653–1661)
- Kardinal Francesco Maria Mancini (1661–1672)
- Giacinto Serroni (1672–1687)
- Henri Achille de La Rochefoucauld (1687–1698)[5]
- Henri de La Rochefoucauld (1698–1708)[6]
- François Louis de Lorraine d’Armagnac (1708–1712)
- Kardinal Armand I. de Rohan-Soubise (1712–1749)
- Kardinal Armand II. de Rohan-Soubise (1749–1756)
- Kardinal de Rohan (1756–1790)